# Albeck Untere Schattseite
Albeck Untere Schattseite je naselje v Občini Albeck v Okraju Trg na Koroškem v Avstriji.